# طلال الشويقي
طلال الشويقي لاعب كرة قدم سعودي يلعب في نادي الريان كلاعب وسط.

## مسيرة اللاعب
لعب في نادي الطائي ونادي العروبة ونادي اللواء ونادي مضر ونادي الريان.